# Ermengarda z Anjou (992)
Ermengarda z Anjou (bretonsky Ermengarde Anjev, † 992) byla bretaňská vévodkyně.
Narodila se z manželství hraběte Geoffroye z Anjou a Adély, dcery Roberta z Vermandois. Roku 973 byla provdána za Conana, ctižádostivého hraběte z Rennes a po jeho boku se roku 990 stala bretaňskou vévodkyní. O dva roky později pravděpodobně zemřela. Vévoda Conan zemřel v létě téhož roku v bitvě se švagrem Fulkem Nerrou.
Děti:
- Geoffroy I. Bretaňský, 992–1008 vévoda bretaňský
- Judita Bretaňská, manželka Richarda II. Normandského